# Avesnes-en-Saosnois
Pour les articles homonymes, voir Avesnes (homonymie) et Saosnois.
Avesnes-en-Saosnois est une commune française, située dans le département de la Sarthe en région Pays de la Loire, peuplée de 88 habitants.
La commune fait partie de la province historique du Maine, et se situe dans le Saosnois.

## Géographie
| Marolles-les-Braults | Monhoudou, Moncé-en-Saosnois | Moncé-en-Saosnois |
| Marolles-les-Braults | Avesnes-en-Saosnois          | Moncé-en-Saosnois |
| Marolles-les-Braults | Marolles-les-Braults, Peray  | Nauvay, Peray     |

### Climat
Pour des articles plus généraux, voir Climat des Pays de la Loire et Climat du Val-d'Oise.
En 2010, le climat de la commune est de type climat océanique dégradé des plaines du Centre et du Nord, selon une étude du CNRS s'appuyant sur une série de données couvrant la période 1971-2000. En 2020, Météo-France publie une typologie des climats de la France métropolitaine dans laquelle la commune est exposée à un climat océanique altéré et est dans une zone de transition entre les régions climatiques « Normandie (Cotentin, Orne) » et « Moyenne vallée de la Loire ».
Pour la période 1971-2000, la température annuelle moyenne est de 10,5 °C, avec une amplitude thermique annuelle de 14,1 °C. Le cumul annuel moyen de précipitations est de 691 mm, avec 11,7 jours de précipitations en janvier et 7,5 jours en juillet. Pour la période 1991-2020, la température moyenne annuelle observée sur la station météorologique de Météo-France la plus proche, « Deauville », sur la commune de Deauville à 5 367 km à vol d'oiseau, est de 0,0 °C et le cumul annuel moyen de précipitations est de 0,0 mm,. Pour l'avenir, les paramètres climatiques de la commune estimés pour 2050 selon différents scénarios d'émission de gaz à effet de serre sont consultables sur un site dédié publié par Météo-France en novembre 2022.

## Urbanisme

### Typologie
Au 1er janvier 2024, Avesnes-en-Saosnois est catégorisée commune rurale à habitat très dispersé, selon la nouvelle grille communale de densité à sept niveaux définie par l'Insee en 2022.
Elle est située hors unité urbaine et hors attraction des villes,.

### Occupation des sols
L'occupation des sols de la commune, telle qu'elle ressort de la base de données européenne d’occupation biophysique des sols Corine Land Cover (CLC), est marquée par l'importance des territoires agricoles (97,8 % en 2018), une proportion identique à celle de 1990 (97,8 %). La répartition détaillée en 2018 est la suivante : 
terres arables (69,3 %), zones agricoles hétérogènes (23,4 %), prairies (5,1 %), forêts (2,2 %). L'évolution de l’occupation des sols de la commune et de ses infrastructures peut être observée sur les différentes représentations cartographiques du territoire : la carte de Cassini (XVIIIe siècle), la carte d'état-major (1820-1866) et les cartes ou photos aériennes de l'IGN pour la période actuelle (1950 à aujourd'hui).

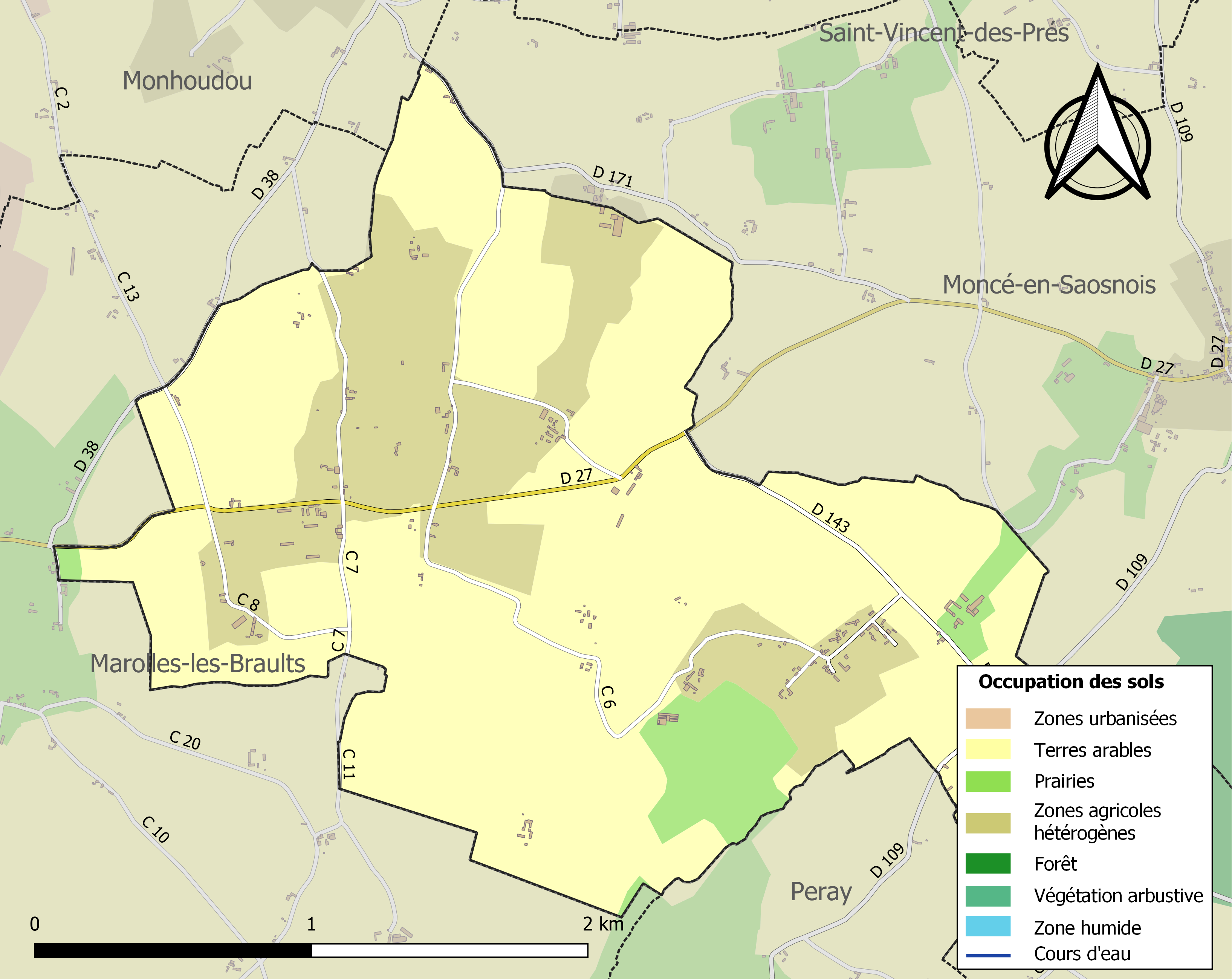
Carte des infrastructures et de l'occupation des sols de la commune en 2018 (CLC).

## Toponymie
Le toponyme est mentionné sous la forme latinisée Advenas vers 1050 et de Avenis vers 1095.
Dix communes portant le nom d'Avesnes sont recensées en France sur le code officiel géographique.
L'étymologie populaire assimile Avesnes à la forme de l'ouest (Pays de la Loire, Normandie, Vendée, Saintonge, Poitou, jadis aussi employée en français jusqu'au XVIe siècle) aveine signifiant « avoine », mais il n'existe guère de lieux nommé Orge ou Blé dans toute la toponymie française, alors qu'il y a de nombreux Avesnes. Cependant, Gendron ne réfute pas totalement cette hypothèse en citant plusieurs noms de communes dont le toponyme provient du nom d'une plante cultivée (avoine, blé, choux, cresson, fenouil, fève, houblon, millet, moutarde, orge, vigne) ou utile (chanvre, garance, lin). Le latin avena (> avoine) a pu prendre le sens de « terre maigre », en tout cas, il semble à l'origine des noms d'Avanne (Avenna 1315), Avoine (De Avenis 1247), Avoine (Avenae 1209) et Lavoine, mais en l'absence de formes écrites relevée avant le XIIe siècle, il s'agit plutôt d'étymologies populaires transcrites en latin médiéval tardif.
Les formes les plus anciennes pour ce type toponymique, commun au nord de la France, sont notées Avisnis, Avisnae / [Avisnas] dès le VIIIe siècle qui donnent régulièrement Avesne(s) en ancien français. Elles s'expliquent par le germanique avisna / afisna « pâturage » ce qui correspond également à son ère de répartition, (cf. vieil anglais æfesn « pâturage »), où se retrouvent parfois d'autres toponymes germaniques et des sites archéologiques francs ou saxons. En outre, des documents indiquent clairement qu'il s'agit de pâturages et non pas de terres cultivées, par exemple Les Avesnes (Seine-Maritime, Communes patures nommées les Avesnes dans le fief de Montérolier 1455).
Avesnes adopte le nom d'Avesnes-en-Saosnois en 1936.
Le gentilé est Avesnois.

## Politique et administration
| Période                                  | Période      | Identité          | Étiquette | Qualité |
| ---------------------------------------- | ------------ | ----------------- | --------- | ------- |
| ?                                        | mars 2001    | Léon Besnier      |           |         |
| mars 2001                                | février 2019 | Françoise Chivert | SE        |         |
| mars 2019                                | En cours     | Patrice Basselot  | SE        | Vendeur |
| Les données manquantes sont à compléter. |              |                   |           |         |

Le conseil municipal est composé de sept membres dont le maire et deux adjoints.

## Démographie
L'évolution du nombre d'habitants est connue à travers les recensements de la population effectués dans la commune depuis 1793. Pour les communes de moins de 10 000 habitants, une enquête de recensement portant sur toute la population est réalisée tous les cinq ans, les populations de référence des années intermédiaires étant quant à elles estimées par interpolation ou extrapolation. Pour la commune, le premier recensement exhaustif entrant dans le cadre du nouveau dispositif a été réalisé en 2008.
En 2022, la commune comptait 88 habitants, en évolution de −1,12 % par rapport à 2016 (Sarthe : −0,25 %, France hors Mayotte : +2,11 %).
Avesnes a compté jusqu'à 620 habitants en 1806.
| 1793 | 1800 | 1806 | 1821 | 1831 | 1836 | 1841 | 1846 | 1851 |
| ---- | ---- | ---- | ---- | ---- | ---- | ---- | ---- | ---- |
| 481  | 417  | 620  | 594  | 550  | 575  | 557  | 528  | 520  |

| 1856 | 1861 | 1866 | 1872 | 1876 | 1881 | 1886 | 1891 | 1896 |
| ---- | ---- | ---- | ---- | ---- | ---- | ---- | ---- | ---- |
| 500  | 501  | 408  | 415  | 385  | 380  | 352  | 320  | 330  |

| 1901 | 1906 | 1911 | 1921 | 1926 | 1931 | 1936 | 1946 | 1954 |
| ---- | ---- | ---- | ---- | ---- | ---- | ---- | ---- | ---- |
| 311  | 307  | 296  | 270  | 265  | 259  | 230  | 271  | 248  |

| 1962 | 1968 | 1975 | 1982 | 1990 | 1999 | 2006 | 2008 | 2013 |
| ---- | ---- | ---- | ---- | ---- | ---- | ---- | ---- | ---- |
| 233  | 182  | 144  | 108  | 104  | 116  | 107  | 105  | 93   |

| 2018 | 2022 | - | - | - | - | - | - | - |
| ---- | ---- | - | - | - | - | - | - | - |
| 89   | 88   | - | - | - | - | - | - | - |

## Culture locale et patrimoine

### Lieux et monuments
- Église Notre-Dame-et-Saint-Jean-Baptiste, des XVIe, XIXe et XXe siècles. Elle sert aussi d'église pour la commune de Nauvay. Un vitrail du XVIe siècle (la Mort de la Vierge) est classé à titre d'objet aux Monuments historiques[25].
- Manoir de Verdigné, du XVIe siècle, inscrit au titre des Monuments historiques depuis le 23 décembre 1997[26].